# Mädchen in russischem Kostüm
Mädchen in russischem Kostüm ist der Titel eines Gemäldes, das die russische Künstlerin Marianne von Werefkin 1883/88 malte. Das Werk gehört zum Bestand einer Privatsammlung.

## Technik und Maße
Bei dem Gemälde handelt es sich um eine Ölmalerei auf Leinwand, 69 × 43 cm.

## Ikonografie
Das Gemälde zeigt als Bruststück ein Mädchen in einer bunten und reich verzierten Tracht. Es stammt aus der Zeit, als man Werefkin „den russischen Rembrandt nannte“, als sie es gewohnt war mit dem tradierten feinen Material der Ölfarbe zu malen. Große Sorgfalt legte sie auf die genaue Erfassung der Physiognomie des Mädchens. Aber auf die detaillierte Schilderung von Bekleidung und Schmuck war sie ebenso peinlich bedacht. Das gescheitelte Haar wird mit einem farbig bestickten Band zusammengehalten. Es weist mittig in einem Oval einen stilisierten Vogel mit gespreizten Schwanzfedern mit Augenflecken auf.

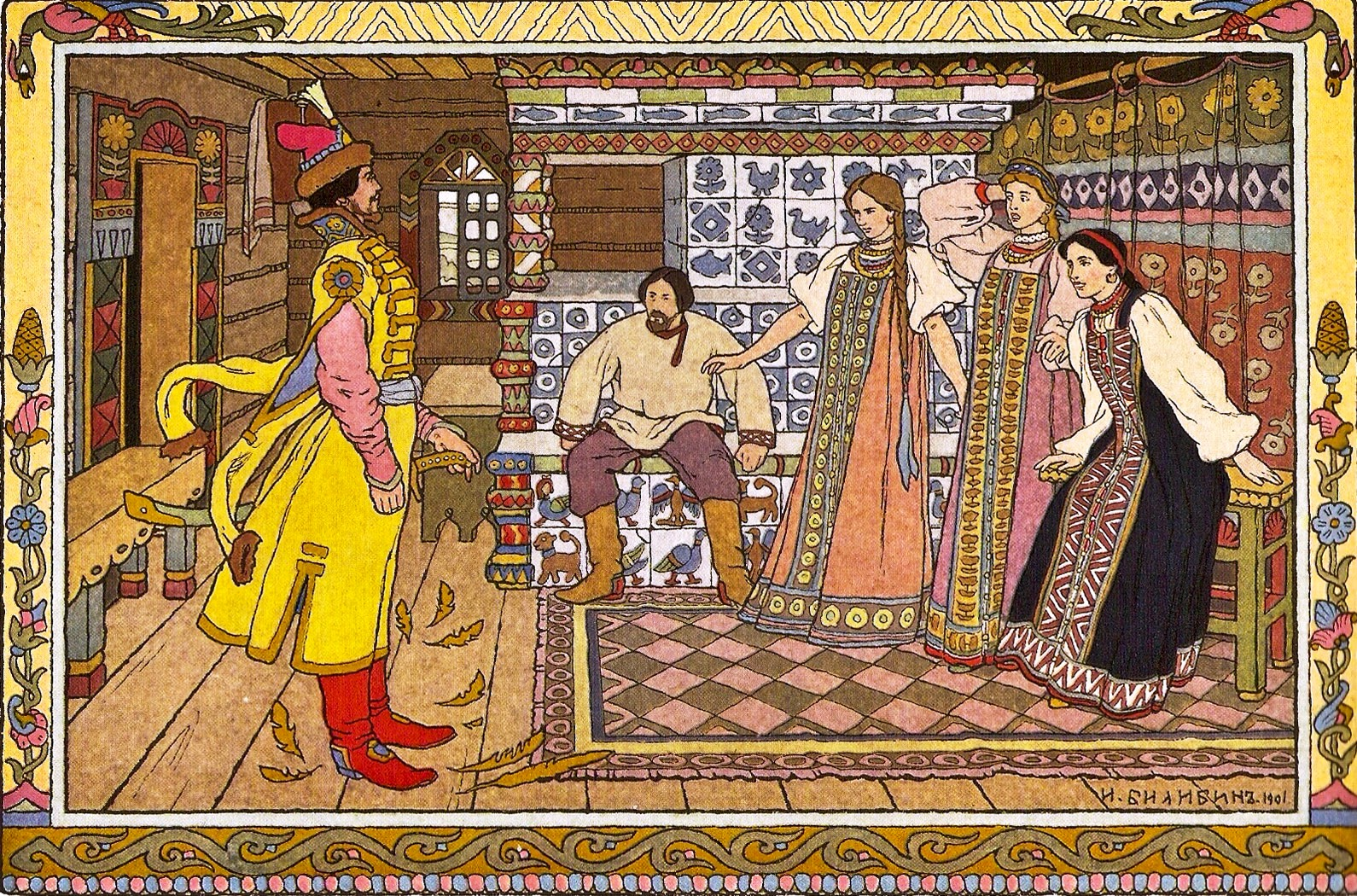
Iwan Jakowlewitsch Bilibin: Das Märchen von Marija, 1901

Gekleidet ist sie mit einem Sarafan, einem althergebrachten Kleidungsstück, das durch Bilibins Märchenillustrationen weltweit bekannt wurde. Die Abbildung zeigt einen prächtig ausgestatteten Raum in einem Schloss. Die Erzählung berichtet von einem anonymen Zarewitsch namens Iwan und seinen drei Schwestern, den Zarewnas Marija, Olga und Anna, die alle einen Sarafan und Halsketten tragen. Der elegante Besucher ist der „Falkenprinz“, der Marija heiraten wird.
Für westeuropäische Augen befremdend ist der bunte Kettenschmuck, den das volkstümlich gekleidete Mädchen trägt. Die Perlen zeigen Glanzlichter, Kennzeichen für eine typisch realistische Malerei.

## Pflege der russischen Volkskunst
Lange vor Kandinsky hatte Bilibin „Altrussisches“ bildwürdig gemacht und beklagte in der Mir Iskusstwa, dass sich „leider nur wenige unsrer Künstler mit der Verarbeitung der dekorativen Motive der Volkskunst beschäftigen.“
Was die Pflege alten Brauchtums, das Tragen von Trachten anbetraf, so schildert er für diesen Zweig der Volkskunst einen unaufhaltsamen Verfall: „Es gibt nur wenige abgelegene Orte, wo noch Trachten zu festlichen Anlässen getragen werden.“ Es waren die wohlhabende Oberschicht, Intellektuelle und Künstler, die in romantischer Sehnsucht nach Ursprünglichkeit, nationales Volksgut in die Neuzeit hinüberzuretten versuchten.
Ein altes „handkoloriertes Foto“ belegt das dezidierte Interesse der Eltern der Werefkin an der Volkskunst, indem sie ihre etwa fünfjährige Tochter ähnlich kleideten wie das „Mädchen in russischem Kostüm“. Es erscheint wie ein Relikt aus Werefkins Kindertagen, wenn sie in der Asconeser Zeit mit gleichartigen Ketten auftrat. Dieses wurde wie ein Markenzeichen gewertet. Grete Dexel, der Frau von Walter Dexel, verdankt man folgende Beschreibung: „Ich habe die Baronessa öfters auf der Piazza gesehen: Eine leichte und etwas gebeugte Gestalt […] auf der Brust hingen ihr immer etliche Ketten.“ Ein anderer Beobachter schilderte: „Sie trug die wildesten Farben und behängte sich mit Glasperlenketten.“

## Abramzewo

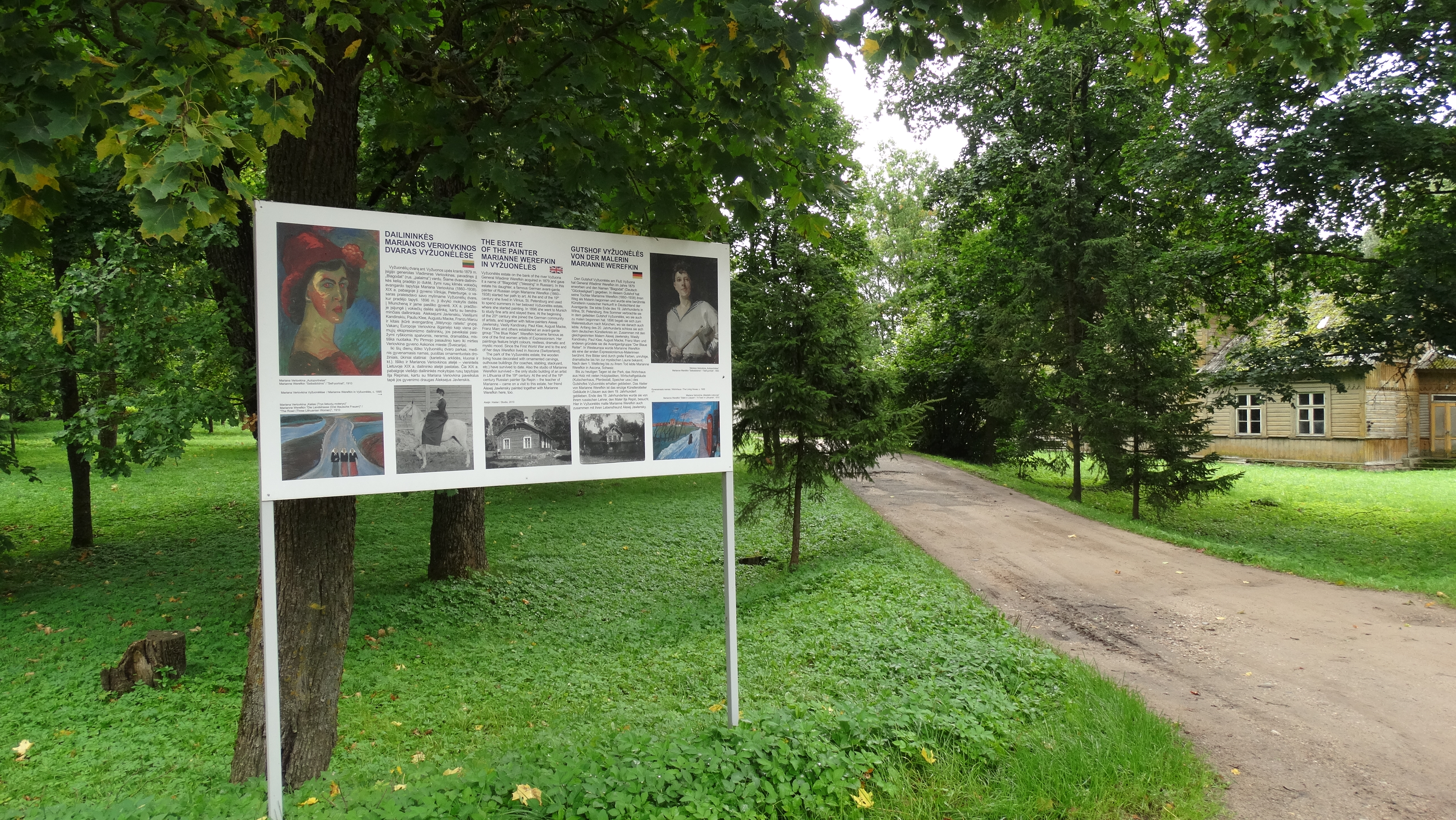
Informationstafel (Litauisch, Englisch, Deutsch) auf dem Landgut Blagodat in Litauen, im Hintergrund das Haupthaus der Werefkins

In Tula, der Hauptstadt des gleichnamigen Gouvernements, wo Werefkin geboren ist, waren „tiefverwurzelte, fast archaische künstlerische Traditionen“ damals noch unverfälscht lebendig. Somit ist erklärlich, dass Werefkins Eltern auf den Niedergang der bodenständigen russischen Volkskunst dadurch reagierten, indem sie ihr Wohn- und das Atelierhaus ihrer Tochter, sowie die Wirtschaftsgebäude auf ihrem Gut Blagodat in der Nähe der Stadt Utena nicht in Stein-, sondern in Holz, im Stil typisch russischer Bautradition, errichten ließen.
Die Familie Werefkin hatte sich schon früh einem Trend angeschlossen, der von dem Landsitz Abramzewo ausging. Durch den einflussreichen Kunstmäzen Sawwa Iwanowitsch Mamontow erfuhr russische Tradition seit den 1870er Jahren eine Neubelebung, um einen boomenden Markt für den „russischen Stil“ zu entwickeln. Mit seiner Frau Elisaweta gilt Mamontow als Entdecker der russischen Folklore. Um sein Ideal, die Synthese aller Künste zu verwirklichen, gründete er eine Künstlerkolonie in der er Künstler aller Sparten um sich scharte, u. a. Literaten, Schauspieler, Bildhauer und Maler. Neues sollte auf dem Fundament des Alten entstehen. Aus diesem Grund förderte Mamontow durch die Einrichtung von Werkstätten und Ateliers insbesondere aussterbende Handwerkskünste, die Zimmerei ebenso wie die Schreinerei, die Kunsttischlerei oder die Töpferei. Darüber hinaus sammelte man die Reste der Volkskunst in einem Museum, um die Vergangenheit des alten Russland zu bewahren.